# Рокфеллер, Стивен Кларк
Стивен Кларк Рокфеллер (англ. Steven Clark Rockefeller, родился 19 апреля 1936 года) — американский профессор, филантроп и член семьи Рокфеллеров в четвёртом поколении, второй сын бывшего вице-президента США Нельсона А. Рокфеллера и Мэри Рокфеллер.
Рокфеллер ранее занимал пост декана Миддлберийского колледжа в штате Вермонт. Известный филантроп в сфере образования, планирования семьи, прав человека и защиты окружающей среды, попечитель Азиатского культурного совета (Asian Cultural Council) и консультант-попечитель Фонда братьев Рокфеллеров (Rockefeller Brothers Fund). Он также был директором компании Rockefeller Philanthropy Advisors.

## Ранняя жизнь и образование
Второй по старшинству сын бывшего вице-президента США Нельсона Рокфеллера и его первой жены Мэри, Рокфеллер посещал Академию Дирфилда и получил степень бакалавра наук в Принстонском университете, где он был президентом Клуба Плюща и лауреатом Почетной премии Мозеса Тейлора Пайна. Впоследствии он получил степень магистра богословия в Нью-Йоркской объединённой теологической семинарии и степень доктора философии религии Колумбийского университета. Он является почетным профессором религии в Миддлберийском колледже в штате Вермонт, где ранее работал деканом колледжа и заведующим кафедрой религиоведения.

## Карьера
В 1976 году Рокфеллер начал интенсивное изучение дзэн-буддизма, совершая частые недельные визиты в Рочестерский дзэн-центр, которому попечительствовал. Он координировал разработку Хартии Земли и написал ряд эссе на эту тему. В 2005 году он модерировал международную презентацию Десятилетия образования в интересах устойчивого развития Организации Объединенных Наций, организованную ЮНЕСКО. Среди благотворительных программ Рокфеллера известны его усилия по благоустройству парков США.

## Личная жизнь
В 1959 году в Сёгне, Норвегия, он женился на дочери норвежского бакалейщика, бывшей сотруднице в доме Рокфеллеров Анн-Мари Расмуссен. У четы Рокфеллеров родилось трое детей: Стивен Кларк Рокфеллер-младший (1960 г.р.), Ингрид Расмуссен Рокфеллер (1963 г.р.) и Дженнифер Расмуссен Рокфеллер (1964 г.р.). Рокфеллер подал на развод с Анн-Мари в Хуаресе, Мексика, в ноябре 1969 года. Вскоре после этого она снова вышла замуж за норвежца Роберта Крогстада.
В 1977 году Рокфеллер вступил в брак второй раз. Его вторая супруга — Дори Селин Лайлс. В новом браке у него была одна дочь — Лаура Селин Рокфеллер (1981 г.р.), писательница и актриса, которая проживает в Бостоне.
В 1991 году он вступил в третий брак. Его супруга — Барбара Беллоуз.

## Награды
В 2007 году Рокфеллеру была присвоена Межконфессиональная премия Джеймса Паркса Мортона.

## Публикации
Рокфеллер издал три книги:
- The Christ and the Bodhisattva (SUNY Series in Buddhist Studies). Edited by Donald S. Lopez Jr., and Steven C. Rockefeller. State University of New York Press (1987)
- Rockefeller, Steven C. John Dewey: Religious Faith and Democratic Humanism. Columbia University Press (1991)
- Spirit and Nature — Why the Environment Is a Religious Issue: An Interfaith Dialogue. Edited by Steven C. Rockefeller and John C. Elder. Beacon Press (1992).